# Kanton Burzet
Der Kanton Burzet ist ein ehemaliger französischer Wahlkreis im Arrondissement Largentière, im Département Ardèche und in der Region Rhône-Alpes; sein Hauptort (frz.: chef-lieu) war Burzet. Die landesweiten Änderungen in der Zusammensetzung der Kantone brachten im März 2015 seine Auflösung.
Der Kanton Burzet war 107,25 km² groß und hatte 1257 Einwohner (Stand 2012).

## Gemeinden
| Gemeinde                  | Einwohner (Stand: 2022) | Code postal | Code Insee |
| ------------------------- | ----------------------- | ----------- | ---------- |
| Burzet                    | 529                     | 07450       | 07045      |
| Péreyres                  | 49                      | 07450       | 07173      |
| Sagnes-et-Goudoulet       | 119                     | 07450       | 07203      |
| Sainte-Eulalie            | 209                     | 07510       | 07235      |
| Saint-Pierre-de-Colombier | 443                     | 07450       | 07282      |